# Судьїна Таїсія Георгіївна
Таїсія Георгіївна Судьїна (нар. 12 травня 1931, Баку — пом. 2012) — українська скульпторка; членкиня Спілки радянських художників України з 1964 року. Заслужений художник України.

## Біографія
Народилася 12 травня 1931 року в місті Баку (нині Азербайджан). 1953 року закінчила Одеське художнє училище, де навчалася у Мирона Кіпніса; 1959 року — Київський художній інститут, де її викладачами були зокрема Іван Макогон, Макар Вронський, Михайло Лисенко.
З 1970 по 1973 рік викладала на кафедрі архітектури Одеського будівельного інституту. З 1995 року викладала в Одеському державному художньому училищі.
Жила в Одесі, в будинку на вулиці Торговій, № 2, квартира 12. Померла у 2012 році.
Дружина скульптора Олександра Князика.

## Творчість
Працювала в галузі монументальної і станкової скульптури. Серед робіт:
станкова скульптура
- «Підпасок» (1961);
- «Ткаля» (1961);
- «Сонце» (1964);
- «Вова» (1966);
- «Декабристиа» (1981—1982);
- «Пенелопа» (1983).

монументальна скульптура
- пам'ятник героям-піонерам Шурі Коберу і Віті Хоменку у Миколаєві (1959; у співавторстві з Олександром Князиком);
- меморіальна дошка Юрію Гагаріну в Одесі (1972);
- пам'ятник Петрові Тарану в Одесі (1979, архітектор Б. Давидович)[2];
- меморіальна дошка Леву Громашевському в Одесі (1989);
- горельєф «Анна Ахматова» в Одесі (1989);
- скульптурна композиція «Рибалка Соня» в Саду скульптур Одеського літературного музею.

|                                      |                         |                           |
| пам'ятник Шурі Коберу і Віті Хоменку | горельєф Анни Ахматової | композиція «Рибалка Соня» |

Брала участь у республіканських виставках з 1961 року.